# Ткач Тетяна Дмитрівна
Тетяна Дмитрівна Ткач (рос. Татьяна Дмитриевна Ткач) (30 вересня 1944, Якутська АРСР, СРСР) — радянська і російська акторка, народна артистка Російської Федерації (2002).

## Життєпис
Закінчила Харківський національний університет мистецтв ім. І. П. Котляревського.

## Вибіркова фільмографія
- Біле сонце пустелі (1969)
  - 1970 Біг — Люська
- Одного разу збрехавши... (1982)

| Актор | Це незавершена стаття про акторку. Ви можете допомогти проєкту, виправивши або дописавши її. |